# Carnosol
Carnosol und Carnosolsäure sind Bestandteile des Rosmarins und des Salbeis.

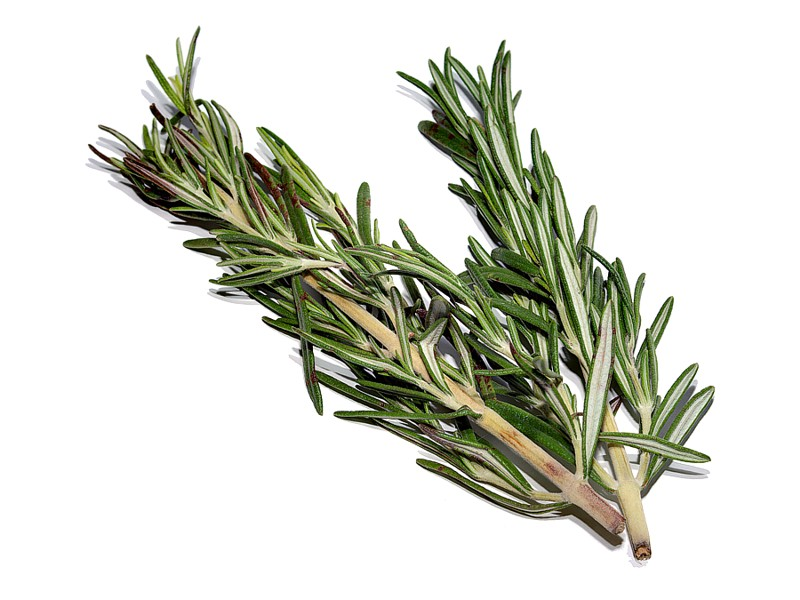
Rosmarinzweige

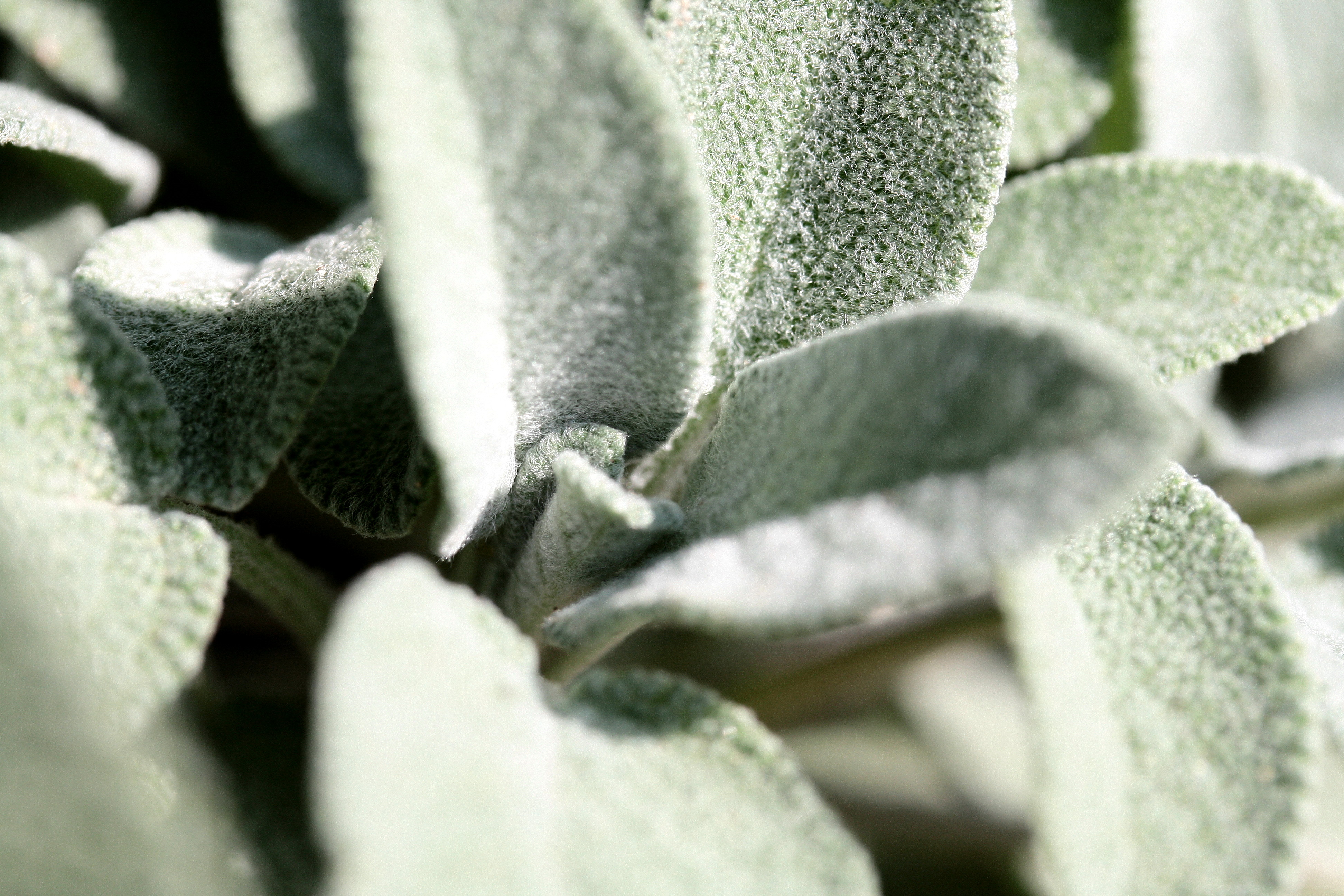
Makroaufnahme von frischen Salbeiblättern

Sie mindern beim Menschen das Risiko für Schlaganfall und Herzinfarkt bzw. Arteriosklerose. Wissenschaftlich heißt das, als isolierte Stoffe sind Carnosol und Carnosolsäure hoch potente Inhibitoren der Lipidperoxidation in liposomalen Systemen. Sie fangen Peroxidradikale direkt ab, chelatisieren Eisenionen und blockieren so die Bildung von Hydroxylradikalen. Carnosol ist zudem ein relativ spezifischer Inhibitor der Arachidonat-5-Lipoxygenase.
Sie hindern also spezifische Radikale daran, genetische Veränderungen hervorzurufen. Auch ist dieser Bestandteil der Pflanze ausschlaggebend für seinen bitteren Geschmack.